# Stubba
Stubba is een natuurreservaat in het Zweedse landschap Lapland. Het ligt geheel binnen de gemeente Gällivare, tussen het nationaal park Muddus en het natuurreservaat Sjaunja. Het reservaat maakt deel uit van het werelderfgoed Laponia. Zowel de Inlandsbanan als de E45 doorkruisen het gebied.